# 潘瑞吉
潘瑞吉（1945年10月—）浙江省永嘉县人，中国人民解放军中将。 

## 生平
1945年10月，潘瑞吉生于永嘉县渠口乡泰石村的一个普通农民家庭。1963年12月参加中国人民解放军。历任陆军第十二集团军政治委员，南京军区政治部主任，沈阳军区政治部主任，沈阳军区副政治委员
2002年，授予中国人民解放军中将军衔。2008年，当选第十一届全国政协委员，代表特别邀请人士，分入第五十五组。